# Skorno
Skorno – wieś w Słowenii, w gminie Šmartno ob Paki. W 2018 roku liczyła 228 mieszkańców.